# Robert Bojesen
Robert Peel Bojesen, född 27 december 1847 och död 4 december 1876, var en dansk målare.
Bojesen ägnade sig åt det historiska genremåleriet, där han framträdde med kraftig och känslig realism i målningar som Marsk Stigs döttrar och Mogens Munck tar avsked av Kristian II.